# 巴約火山
25°25′S 68°35′W / 25.417°S 68.583°W
巴約火山（西班牙語：Complejo Cerro Bayo），是南美洲的火山，位於阿根廷卡塔馬卡省和智利阿塔卡馬大區接壤的邊境，屬於安第斯山脈的一部分，火山口直徑0.8公里，海拔高度5,401米。